# 校花驾到之极品校花
《校花驾到之极品校花》（英語：The Girl），中国大陆浪漫爱情喜剧片，导演管晓杰、牛森、马东华，主演赵奕欢、姜潮、文梦洋、立威廉。.這是一部网络電影，於2014年11月24日在網上上映

## 剧情
该片讲述醜小鴨“艾美丽”和男神“郁浩然”在校园的浪漫爱情故事。

## 演出
| 演员   | 角色     | 备注 |
| 赵奕欢 | 艾美丽   |      |
| 姜潮   | 郁浩然   |      |
| 文梦洋 | 安妮米朵 |      |
| 立威廉 | 林逸轩   |      |

## 曲目
- 主题曲《傻样》，赵奕欢。[2]